# Adelin Salle
Pour les articles homonymes, voir Salle (homonymie).
Adelin Salle, né à Liège le 23 avril 1884 et mort à Tilff le 1er juillet 1952, est un sculpteur et médailleur liégeois.

## Biographie
Né le 23 avril 1884 à Liège, Adrien Salle étudie la sculpture à l’Académie royale des beaux-arts de Liège.  
L'essentiel de son œuvre d'art public est matérialisé par des interventions artistiques dans des bâtiments publics ou religieux de sa ville natale.  
Renouant avec la grande tradition de la sculpture religieuse, il est l'auteur d'un Chemin de Croix pour l'église Sainte-Marie-des-Anges située place des Franchises, une œuvre en terre cuite modelée qui rend hommage aux paroissiens morts pendant la Grande guerre, ainsi qu'une Vierge au Lys et un Christ au tombeau, œuvre pathétique en plâtre qui assimile les morts du conflit au Christ, datée du lendemain du conflit et aujourd'hui oubliée dans les réserves muséales liégeoises. 
Salle réalise également le monument aux morts en mémoire de la bataille du Sart-Tilman — au cours de laquelle près de 450 soldats belges ont trouvé la mort — inaugurée en 1924 et « dont l’énorme figure en granit de pleureur écroulé [qui] est d’une si impressionnante attitude » constitue l’une des réalisations les plus impressionnantes de la sculpture belge de cette époque, dans un style recourant à l'antique et aux pietà. 

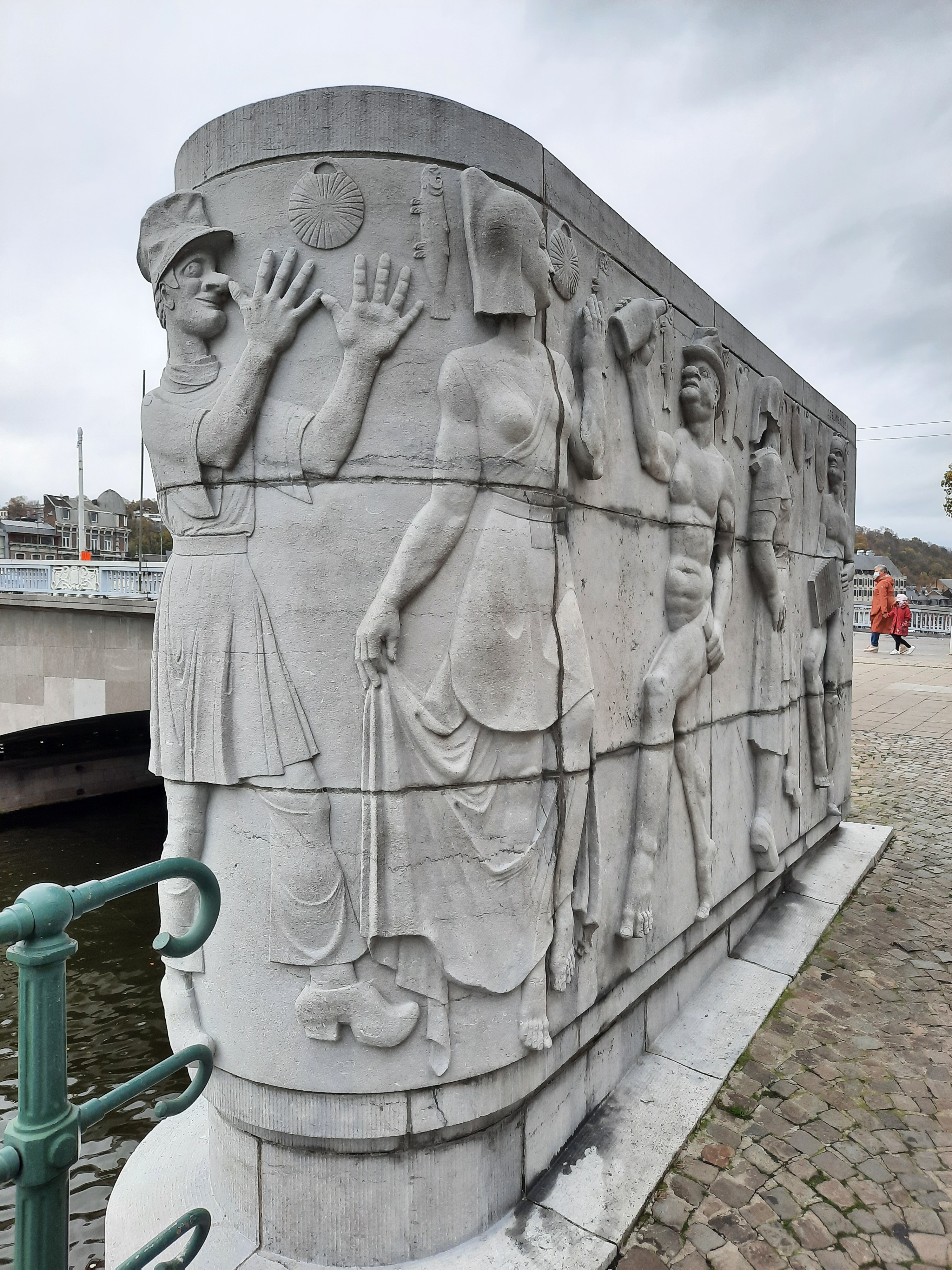
Scènes populaires liégeoises, 1949, détail : Tchantchès grimaçant avec facétie, Liège, Pont des Arches

À l'occasion du centenaire de la Belgique, il est l'auteur d'un coq en bronze qui complète le monument de la place du Souvenir de Tilff, une oeuvre volée en 1999 mais dont un second exemplaire se trouve dans les collections du Musée de l’Art wallon. Sculpteur statuaire, il est également l'auteur médailles, de bustes ainsi que de figures et de compositions allégoriques : dans les années 1930, il produit notamment une série de médailles consacrée aux sports pour l’Exposition internationale de Liège ainsi que des portraits de Zénobe Gramme ou Olympe Gilbart.
La Ville de Liège lui commande une statue commémorant la présentation aux Liégeois le 7 juillet 1935 du prince Albert de Liège par la Reine Astrid. Réalisée en marbre blanc, d'une hauteur de près de 2 mètres, elle est conservée depuis 1937 dans la salle des pas perdus de la Violette. La même année, il compte au nombre des artistes sollicités par l'architecte Jean Moutschen pour la décoration du lycée Léonie de Waha où il réalise l'un des bas-reliefs de façade, intitulé Étude.
En 1944, Adelin Salle obtient un poste d'enseignant à l'Académie et, à l'issue de la Seconde Guerre mondiale, quand l'architecte Georges Dedoyard est chargé de la reconstruction du pont des Arches, il fait appel à lui en 1948 pour exécuter en amont du pont un bas et haut-relief en pierre de six mètres de longueur figurant de truculentes et dionysiaques Scènes populaires liégeoises.
Mort à Tilff le 1er juillet 1952, Adelin Salle est inhumé au Cimetière de Sainte-Walburge à Liège.

## Œuvres
- Jacques-Barthélemy Renoz, d’après un portrait présumé du Français J.B. Greuze, 1930, Hôtel de ville de Liège et pergola du parc de la Boverie
- Buste, n.d., parc de la Boverie à Liège
- Statue en pied de la reine Astrid présentant le prince de Liège, 1937, Hôtel de ville de Liège[12],[13].
- L’Étude, 1937, bas-relief au Lycée Léonie de Waha à Liège
- Scènes populaires liégeoises, 1948-1949, bas-relief rive droite du pont des Arches à Liège
- Dionysos, 1938, bas-relief du Palais des fêtes de la Ville de Liège
- Buste de Zénobe Gramme, bas-relief en bronze 42,5X33X2, Arlon, Musée Gaspar, collection de l'Institut Archéologique du Luxembourg[14].

## Notes et références

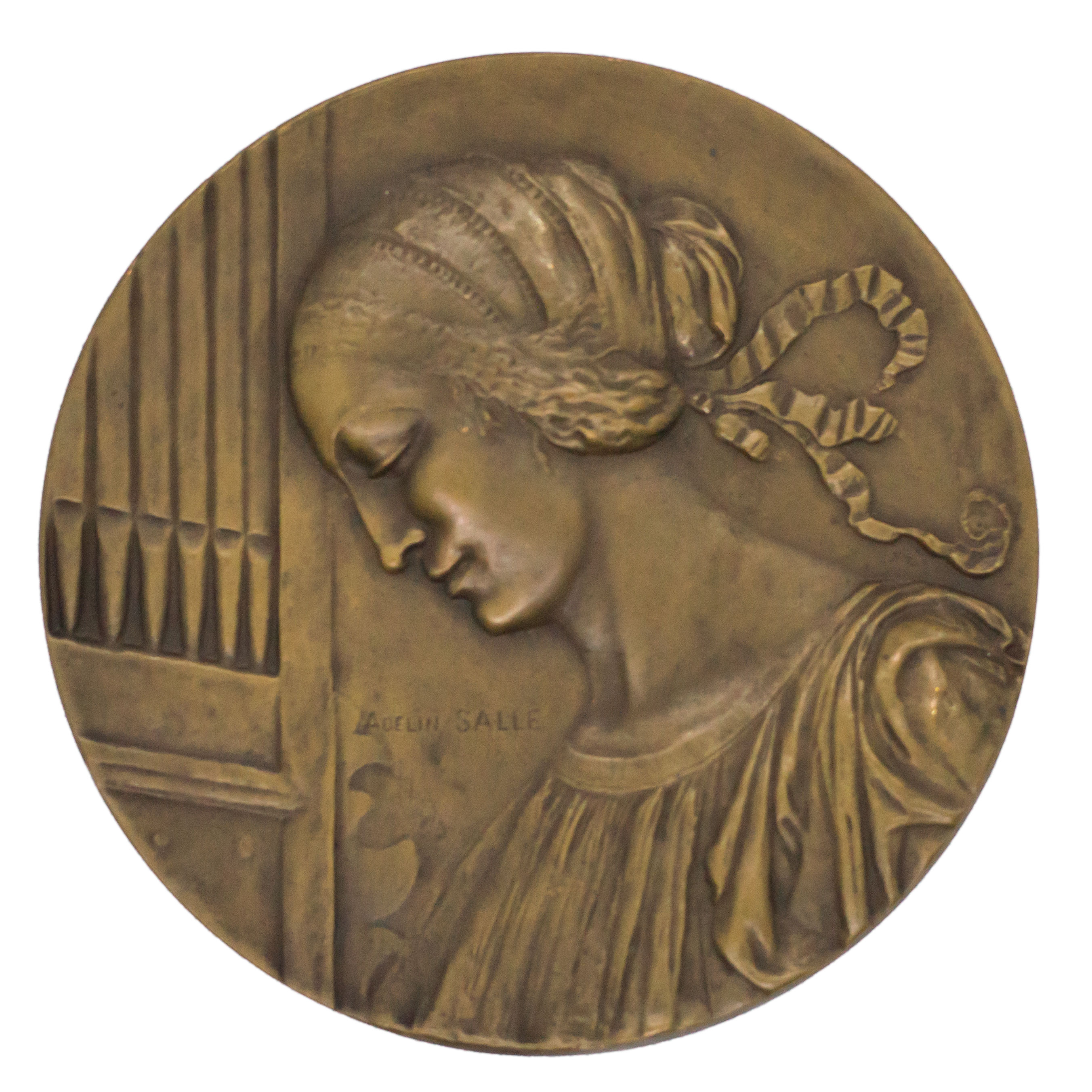
Femme à l'orgue, médaille en bronze réalisée à l'occasion du Concours international de chant d'ensemble Liège, 1930